# Adrara San Rocco
Adrara San Rocco är en ort och kommun i provinsen Bergamo i regionen Lombardiet i Italien. Kommunen hade 822 invånare (2018).